# Trzy oblicza Ewy
Trzy oblicza Ewy (ang. The Three Faces of Eve) – amerykański dramat psychologiczny z 1957 roku z oscarową rolą Joanne Woodward. Oparty na faktach opisanych w książce dra Corbetta Thigpena i dra Herveya Cleckleya dotyczących życia Chris Costner Sizemore, w bardzo obrazowy sposób pokazuje przypadek kobiety cierpiącej na osobowość mnogą.

## Obsada
- Joanne Woodward jako Eve White / Eve Black / Jane
- David Wayne jako Ralph White
- Lee J. Cobb jako Doktor Curtis Luther
- Edwin Jerome jako Doktor Francis Day
- Alena Murray jako Sekretarka
- Nancy Kulp jako Pani Black
- Douglas Spencer jako Pan Black
- Terry Ann Ross jako Bonnie White

i inni